# جمهوری روسیه
جمهوری روسیه که در قانون اساسی ۱۹۱۸، جمهوری فدرال دموکراتیک روسیه نامیده می‌شود، دولتی کوتاه مدت بود که پس از اعلام آن توسط دولت موقت روسیه، به صورت دفاکتو، قلمرو امپراتوری روسیه سابق را تحت کنترل داشت. تشکیل آن در ۱ سپتامبر (۱۴ سپتامبر، N.S.) ۱۹۱۷ در فرمانی بود که الکساندر کرنسکی به عنوان نخست‌وزیر و الکساندر زارودنی به عنوان وزیر دادگستری امضا کردند.
دولت جمهوری روسیه پس از به دست گرفتن قدرت توسط بلشویک‌ها در ۷ نوامبر ۱۹۱۷ منحل شد. با این وجود، یک انتخابات نیمه دموکراتیک مجلس مؤسسان هنوز در اواخر نوامبر برگزار شد. در ۱۸ ژانویه ۱۹۱۸، طی فرمانی این مجلس، روسیه را یک جمهوری فدرال دموکراتیک اعلام کرد ولی روز بعد پس از اعلامیه، این جمهوری نیز توسط بلشویک‌ها منحل شد.
بلشویک‌ها همچنین از نام «جمهوری روسیه» استفاده می‌کردند تا اینکه در قانون اساسی ژوئیه ۱۹۱۸، نام رسمی «جمهوری فدراتیو سوسیالیستی روسیه شوروی» به تصویب رسید. این اصطلاح گاهی به اشتباه برای دوره بین کناره‌گیری امپراتور نیکلای دوم در ۳ مارس ۱۹۱۷ (۱۶ مارس، طبق سبک جدید گاه‌شماری) تا اعلام جمهوری در سپتامبر استفاده می‌شود اما با این حال، در آن دوره وضعیت آینده سلطنت حل‌نشده باقی مانده بود.